# 温带针叶林

温带针叶林的分佈地區

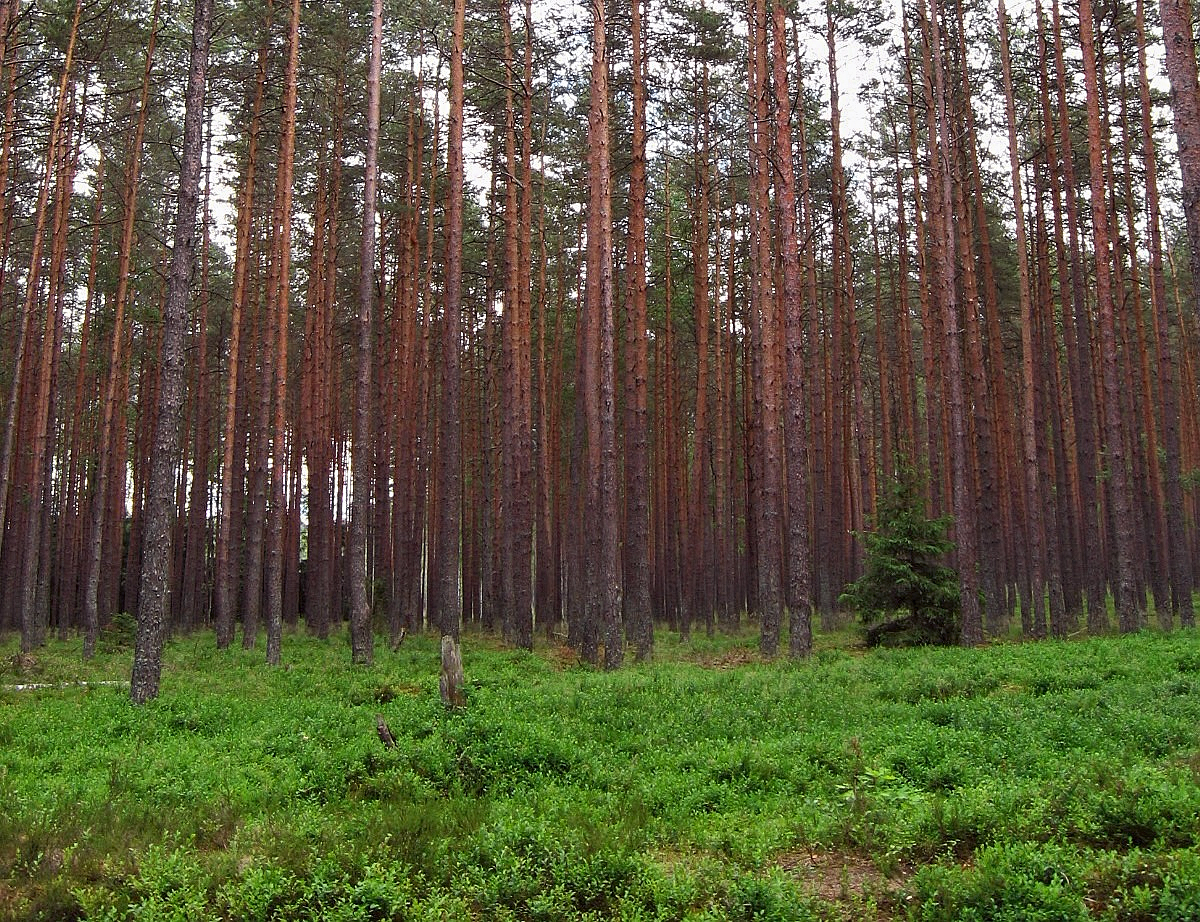
松树林常見的一種温带针叶林

温带针叶林是世界自然基金会定义的一种生態區，即一片長有針葉樹或闊葉樹的樹林。温带针叶林主要分布在夏暖冬凉以及冬季温和、降雨量大的沿海地区，或气候较干燥的内陆或山地地区。此外，一种独立的栖息地类型，热带针叶林，则更多的存在于热带气候中。
不同温带针叶林內的植物類型有所不同。在一些温带针叶林，針葉樹占主导地位，而其他的一些温带针叶林內的植物则主要是常绿闊葉樹或两种树的混合。温带针叶林內能見到很多植物，例如松屬、雪松、冷杉属和紅杉亞科以及其他草本和灌木植物。温带针叶林在任何陆地生态系统中大多维持着最高水平的生物量，并且以温带雨林地区产生的大量树木而闻名。

## 分布地區
著名溫帶針葉林位於以下地區：
- 加拿大西部太平洋海岸;
- 智利南部
- 阿根廷西南部;
- 紐西蘭
- 澳大利亞塔斯馬尼亞;
- 東歐;
- 高加索地區;